# Lista över olympiska medaljörer i rodel
Detta är en lista över samtliga olympiska medaljörer i rodel från 1964 till 2022.

## Damer singel
| Spel                         | Guld                       | Silver                     | Brons                      |
| Innsbruck 1964               | Ortrun Enderlein (EUA)     | Ilse Geisler (EUA)         | Helene Thurner (AUT)       |
| Grenoble 1968                | Erica Lechner (ITA)        | Christina Schmuck (FRG)    | Angelika Dünhaupt (FRG)    |
| Sapporo 1972                 | Anna-Maria Müller (GDR)    | Ute Rührold (GDR)          | Margit Schumann (GDR)      |
| Innsbruck 1976               | Margit Schumann (GDR)      | Ute Rührold (GDR)          | Elisabeth Demleitner (FRG) |
| Lake Placid 1980             | Vera Zozula (URS)          | Melitta Sollmann (GDR)     | Ingrīda Amantova (URS)     |
| Sarajevo 1984                | Steffi Martin (GDR)        | Bettina Schmidt (GDR)      | Ute Weiss (GDR)            |
| Calgary 1988                 | Steffi Walter (GDR)        | Ute Oberhoffner (GDR)      | Cerstin Schmidt (GDR)      |
| Albertville 1992             | Doris Neuner (AUT)         | Angelika Neuner (AUT)      | Susi Erdmann (GER)         |
| Lillehammer 1994             | Gerda Weissensteiner (ITA) | Susi Erdmann (GER)         | Andrea Tagwerker (AUT)     |
| Nagano 1998                  | Silke Kraushaar (GER)      | Barbara Niedernhuber (GER) | Angelika Neuner (AUT)      |
| Salt Lake City 2002          | Sylke Otto (GER)           | Barbara Niedernhuber (GER) | Silke Kraushaar (GER)      |
| Turin 2006                   | Sylke Otto (GER)           | Silke Kraushaar (GER)      | Tatjana Hüfner (GER)       |
| Vancouver 2010 Detaljer...   | Tatjana Hüfner (GER)       | Nina Reithmayer (AUT)      | Natalie Geisenberger (GER) |
| Sotji 2014 Detaljer...       | Natalie Geisenberger (GER) | Tatjana Hüfner (GER)       | Erin Hamlin (USA)          |
| Pyeongchang 2018 Detaljer... | Natalie Geisenberger (GER) | Dajana Eitberger (GER)     | Alex Gough (CAN)           |
| Peking 2022 Detaljer...      | Natalie Geisenberger (GER) | Anna Berreiter (GER)       | Tatjana Ivanova (ROC)      |

## Herrar singel
| Spel                         | Guld                    | Silver                 | Brons                     |
| Innsbruck 1964               | Thomas Köhler (EUA)     | Klaus Bonsack (EUA)    | Hans Plenk (EUA)          |
| Grenoble 1968                | Manfred Schmid (AUT)    | Thomas Köhler (GDR)    | Klaus Bonsack (GDR)       |
| Sapporo 1972                 | Wolfgang Scheidel (GDR) | Harald Ehrig (GDR)     | Wolfram Fiedler (GDR)     |
| Innsbruck 1976               | Dettlef Günther (GDR)   | Josef Fendt (FRG)      | Hans Rinn (GDR)           |
| Lake Placid 1980             | Bernhard Glass (GDR)    | Paul Hildgartner (ITA) | Anton Winkler (FRG)       |
| Sarajevo 1984                | Paul Hildgartner (ITA)  | Sergey Danilin (URS)   | Valery Dudin (URS)        |
| Calgary 1988                 | Jens Müller (GDR)       | Georg Hackl (FRG)      | Yuri Kharchenko (URS)     |
| Albertville 1992             | Georg Hackl (GER)       | Markus Prock (AUT)     | Markus Schmidt (AUT)      |
| Lillehammer 1994             | Georg Hackl (GER)       | Markus Prock (AUT)     | Armin Zöggeler (ITA)      |
| Nagano 1998                  | Georg Hackl (GER)       | Armin Zöggeler (ITA)   | Jens Müller (GER)         |
| Salt Lake City 2002          | Armin Zöggeler (ITA)    | Georg Hackl (GER)      | Markus Prock (AUT)        |
| Turin 2006                   | Armin Zöggeler (ITA)    | Albert Demtjenko (RUS) | Mārtiņš Rubenis (LAT)     |
| Vancouver 2010 Detaljer...   | Felix Loch (GER)        | David Möller (GER)     | Armin Zöggeler (ITA)      |
| Sotji 2014 Detaljer...       | Felix Loch (GER)        | Albert Demtjenko (RUS) | Armin Zöggeler (ITA)      |
| Pyeongchang 2018 Detaljer... | David Gleirscher (AUT)  | Chris Mazdzer (USA)    | Johannes Ludwig (GER)     |
| Peking 2022 Detaljer...      | Johannes Ludwig (GER)   | Wolfgang Kindl (AUT)   | Dominik Fischnaller (ITA) |

## Dubbel
| Spel                            | Guld                                     | Silver                                    | Brons                                           |
| Innsbruck 1964 Detaljer...      | Josef Feistmantl Manfred Stengl (AUT)    | Reinhold Senn Helmut Thaler (AUT)         | Walter Aussendorfer Sigisfredo Mair (ITA)       |
| Grenoble 1968 Detaljer...       | Klaus Bonsack Thomas Köhler (GDR)        | Manfred Schmid Ewald Walch (AUT)          | Wolfgang Winkler Fritz Nachmann (FRG)           |
| Sapporo 1972 Detaljer...        | Horst Hörnlein Reinhard Bredow (GDR)     | ingen                                     | Klaus Bonsack Wolfram Fiedler (GDR)             |
| Sapporo 1972 Detaljer...        | Paul Hildgartner Walter Plaikner (ITA)   | ingen                                     | Klaus Bonsack Wolfram Fiedler (GDR)             |
| Innsbruck 1976 Detaljer...      | Hans Rinn Norbert Hahn (GDR)             | Hans Brandner Balthasar Schwarm (FRG)     | Rudolf Schmid Franz Schachner (AUT)             |
| Lake Placid 1980 Detaljer...    | Hans Rinn Norbert Hahn (GDR)             | Peter Gschnitzer Karl Brunner (ITA)       | Georg Fluckinger Karl Schrott (AUT)             |
| Sarajevo 1984 Detaljer...       | Hans Stangassinger Franz Wembacher (FRG) | Yevgeny Belousov Aleksandr Belyakov (URS) | Jörg Hoffmann Jochen Pietzsch (GDR)             |
| Calgary 1988 Detaljer...        | Jörg Hoffmann Jochen Pietzsch (GDR)      | Stefan Krausse Jan Behrendt (GDR)         | Thomas Schwab Wolfgang Staudinger (FRG)         |
| Albertville 1992 Detaljer...    | Stefan Krausse Jan Behrendt (GER)        | Yves Mankel Thomas Rudolph (GER)          | Hansjörg Raffl Norbert Huber (ITA)              |
| Lillehammer 1994 Detaljer...    | Kurt Brugger Wilfried Huber (ITA)        | Hansjörg Raffl Norbert Huber (ITA)        | Stefan Krausse Jan Behrendt (GER)               |
| Nagano 1998 Detaljer...         | Stefan Krausse Jan Behrendt (GER)        | Chris Thorpe Gordon Sheer (USA)           | Mark Grimmette Brian Martin (USA)               |
| Salt Lake City 2002 Detaljer... | Patric Leitner Alexander Resch (GER)     | Mark Grimmette Brian Martin (USA)         | Chris Thorpe Clay Ives (USA)                    |
| Turin 2006 Detaljer...          | Andreas Linger Wolfgang Linger (AUT)     | André Florschütz Torsten Wustlich (GER)   | Gerhard Plankensteiner Oswald Haselrieder (ITA) |
| Vancouver 2010 Detaljer...      | Andreas Linger Wolfgang Linger (AUT)     | Andris Šics Juris Šics (LAT)              | Patric Leitner Alexander Resch (GER)            |
| Sotji 2014 Detaljer...          | Tobias Arlt Tobias Wendl (GER)           | Andreas Linger Wolfgang Linger (AUT)      | Andris Šics Juris Šics (LAT)                    |
| Pyeongchang 2018 Detaljer...    | Tobias Arlt Tobias Wendl (GER)           | Peter Penz Georg Fischler (AUT)           | Toni Eggert Sascha Benecken (GER)               |
| Peking 2022 Detaljer...         | Tobias Wendl Tobias Arlt (GER)           | Sascha Benecken Toni Eggert (GER)         | Thomas Steu Lorenz Koller (AUT)                 |

## Lagtävling
| Spel                         | Guld                                                                   | Silver                                                                         | Brons                                                               |
| Sotji 2014 Detaljer...       | Tyskland Natalie Geisenberger Felix Loch Tobias Arlt Tobias Wendl      | Ryssland Tatjana Ivanova Albert Demtjenko Aleksandr Denisjev Vladislav Antonov | Lettland Elīza Tīruma Mārtiņš Rubenis Andris Šics Juris Šics        |
| Pyeongchang 2018 Detaljer... | Tyskland Natalie Geisenberger Johannes Ludwig Tobias Arlt Tobias Wendl | Kanada Alex Gough Sam Edney Tristan Walker Justin Snith                        | Österrike Madeleine Egle David Gleirscher Peter Penz Georg Fischler |
| Peking 2022 Detaljer...      | Tyskland Natalie Geisenberger Johannes Ludwig Tobias Wendl Tobias Arlt | Österrike Madeleine Egle Wolfgang Kindl Thomas Steu Lorenz Koller              | Lettland Elīza Tīruma Kristers Aparjods Mārtiņš Bots Roberts Plūme  |